# Epitalamium
Epitalamium (łac. z gr. Epithalámios – pieśń weselna, od epí– na oraz thálamos – sypialnia małżeńska) – gatunek liryki chóralnej, pieśń na cześć nowożeńców, pierwotnie wykonywana przez chór młodych kobiet lub mężczyzn pod komnatą panny młodej lub sypialnią nowożeńców; później również każdy utwór pochwalny napisany z okazji ślubu. 
Greckie utwory tego typu pisywali m.in. Safona, Eurypides i Arystofanes. Tradycję kontynuowano w starożytnym Rzymie, gdzie wzbogacono tradycyjne epitalamium o pochwałę zalet młodożeńców i życzenia pomyślności i płodności. Wykształciło się tam także epitalamium epickie, zawierające również opowieść o historii uczucia pary młodej. Epitalamia w Rzymie tworzyli m.in. Klaudian Klaudiusz i Katullus. W średniowieczu gatunek uległ silnej chrystianizacji – ślub traktowany był jako wydarzenie religijne, łączące dusze, wprowadzano także pochwałę dziewictwa i Marii. Oprócz tego pojawiały się również epitalamia świeckie. W okresie renesansu wykształciło się także epitalamium podzielone na role. Epitalamia tworzyli m.in. Ludovico Ariosto, Torquato Tasso, Giambattista Marino, Erazm z Rotterdamu, George Buchanan i Pierre de Ronsard.
W Polsce epitalamium wzorowane na utworach starożytnych pojawiło się w XVI wieku, a jego geneza związana była z uroczystościami ślubnymi np. królewskimi, inspirującymi twórczość panegiryczną. W baroku twórczość taka podlegała ponadto często wpływom sielankowym. W Polsce epitalamia tworzyli m.in. Andrzej Krzycki, Jan Kochanowski i Wespazjan Kochowski.